# FMJD-rating
De FMJD-rating is een getal dat door de FMJD wordt berekend om de speelsterkte aan te geven van dammers aan de hand van de door hen gespeelde partijen in internationale toernooien. De onderlinge verschillen op de ranglijst komen op dezelfde manier tot stand als die van de KNDB-rating. De FMJD-rating is gemiddeld ongeveer 848 punten hoger dan de KNDB-rating.
De ranglijstaanvoerder per 1 januari 2010 is Ton Sijbrands met een rating van 2476. De hoogst geklasseerde vrouw op die datum is Daria Tkatsjenko met 2375. De hoogst geklasseerde Belg en Surinamer zijn respectievelijk Ronald Schalley met 2200 en John Sadiek met 2241.